# 2002-es Formula–1 maláj nagydíj
A maláj nagydíj volt a 2002-es Formula–1 világbajnokság második futama, amelyet 2002. március 17-én rendeztek meg a maláj Sepang International Circuiten, Sepangban.

## Időmérő edzés
Az első rajtkockát Michael Schumacher szerezte meg a Ferrari színeiben 1:35.266-os idővel, akit Juan Pablo Montoya követett a Williamsszel. A harmadik helyen Rubens Barrichello végzett, szintén a Ferrarival.
| Helyezés | Versenyző             | Csapat/Motor     | Idő      | Különbség |
| -------- | --------------------- | ---------------- | -------- | --------- |
| 1        | Michael Schumacher    | Ferrari          | 1:35.266 | –         |
| 2        | Juan Pablo Montoya    | Williams-BMW     | 1:35.497 | + 0.231   |
| 3        | Rubens Barrichello    | Ferrari          | 1:35.891 | + 0.625   |
| 4        | Ralf Schumacher       | Williams-BMW     | 1:36.028 | + 0.762   |
| 5        | Kimi Räikkönen        | McLaren-Mercedes | 1:36.468 | + 1.202   |
| 6        | David Coulthard       | McLaren-Mercedes | 1:36.477 | + 1.211   |
| 7        | Nick Heidfeld         | Sauber-Petronas  | 1:37.199 | + 1.933   |
| 8        | Jenson Button         | Renault          | 1:37.245 | +1.979    |
| 9        | Giancarlo Fisichella  | Jordan-Honda     | 1:37.536 | + 2.270   |
| 10       | Mika Salo             | Toyota           | 1:37.694 | + 2.428   |
| 11       | Heinz-Harald Frentzen | Arrows-Cosworth  | 1:37.919 | + 2.653   |
| 12       | Jarno Trulli          | Renault          | 1:37.920 | + 2.654   |
| 13       | Jacques Villeneuve    | BAR-Honda        | 1:38.039 | + 2.773   |
| 14       | Felipe Massa          | Sauber-Petronas  | 1:38.057 | + 2.791   |
| 15       | Szató Takuma          | Jordan-Honda     | 1:38.141 | + 2.875   |
| 16       | Enrique Bernoldi      | Arrows-Cosworth  | 1:38.284 | + 3.018   |
| 17       | Pedro de la Rosa      | Jaguar-Cosworth  | 1:38.374 | + 3.108   |
| 18       | Olivier Panis         | BAR-Honda        | 1:38.390 | + 3.124   |
| 19       | Allan McNish          | Toyota           | 1:38.959 | + 3.693   |
| 20       | Eddie Irvine          | Jaguar-Cosworth  | 1:39.121 | + 3.855   |
| 21       | Mark Webber           | Minardi-Asiatech | 1:39.454 | + 4.188   |
| 22       | Alex Yoong            | Minardi-Asiatech | 1:40.158 | + 4.892   |

## Futam
| Helyezés | Rajtszám | Versenyző             | Csapat/Motor     | Futott kör | Idő/Kiesés oka | Rajthely | Pont |
| -------- | -------- | --------------------- | ---------------- | ---------- | -------------- | -------- | ---- |
| 1        | 5        | Ralf Schumacher       | Williams-BMW     | 56         | 1h34.12.912    | 4        | 10   |
| 2        | 6        | Juan Pablo Montoya    | Williams-BMW     | 56         | + 39.700       | 2        | 6    |
| 3        | 1        | Michael Schumacher    | Ferrari          | 56         | + 61.795       | 1        | 4    |
| 4        | 15       | Jenson Button         | Renault          | 56         | + 69.767       | 8        | 3    |
| 5        | 7        | Nick Heidfeld         | Sauber-Petronas  | 55         | + 1 kör        | 7        | 2    |
| 6        | 8        | Felipe Massa          | Sauber-Petronas  | 55         | + 1 kör        | 14       | 1    |
| 7        | 25       | Allan McNish          | Toyota           | 55         | + 1 kör        | 19       |      |
| 8        | 11       | Jacques Villeneuve    | BAR-Honda        | 55         | + 1 kör        | 13       |      |
| 9        | 10       | Szató Takuma          | Jordan-Honda     | 54         | + 2 kör        | 15       |      |
| 10       | 17       | Pedro de la Rosa      | Jaguar-Cosworth  | 54         | + 2 kör        | 17       |      |
| 11       | 20       | Heinz-Harald Frentzen | Arrows-Cosworth  | 54         | + 2 kör        | 11       |      |
| 12       | 24       | Mika Salo             | Toyota           | 53         | + 3 kör        | 10       |      |
| 13       | 9        | Giancarlo Fisichella  | Jordan-Honda     | 53         | + 3 kör        | 9        |      |
| Ki       | 2        | Rubens Barrichello    | Ferrari          | 39         | Motorhiba      | 3        |      |
| Ki       | 23       | Mark Webber           | Minardi-Asiatech | 34         | Elektronika    | 21       |      |
| Ki       | 16       | Eddie Irvine          | Jaguar-Cosworth  | 30         | Hidraulika     | 20       |      |
| Ki       | 22       | Alex Yoong            | Minardi-Asiatech | 29         | Váltóhiba      | 22       |      |
| Ki       | 4        | Kimi Räikkönen        | McLaren-Mercedes | 24         | Motorhiba      | 5        |      |
| Ki       | 21       | Enrique Bernoldi      | Arrows-Cosworth  | 20         | Üzemanyag      | 16       |      |
| Ki       | 3        | David Coulthard       | McLaren-Mercedes | 15         | Motorhiba      | 6        |      |
| Ki       | 12       | Olivier Panis         | BAR-Honda        | 9          | Kuplung        | 18       |      |
| Ki       | 14       | Jarno Trulli          | Renault          | 9          | Túlmelegedés   | 12       |      |

## A világbajnokság élmezőnyének állása a verseny után
| H  | Versenyzők         | Pont | H  | Konstruktőrök    | Pont |
| -- | ------------------ | ---- | -- | ---------------- | ---- |
| 1. | Michael Schumacher | 14   | 1. | Williams-BMW     | 22   |
| 2. | Juan Pablo Montoya | 12   | 2. | Ferrari          | 14   |
| 3. | Ralf Schumacher    | 10   | 3. | McLaren-Mercedes | 4    |
| 4. | Kimi Räikkönen     | 4    | 4. | Jaguar-Cosworth  | 3    |
| 5. | Eddie Irvine       | 3    | 5. | Renault          | 3    |

## Statisztikák
Vezető helyen:
- Rubens Barrichello: 25 (1-21 / 32-35)
- Ralf Schumacher: 31 (22-31 / 36-56)

Ralf Schumacher 4. győzelme, Michael Schumacher 44. pole-pozíciója, Juan Pablo Montoya 4. leggyorsabb köre.
- Williams 108. győzelme.